# Marshall Peak
Der Marshall Peak ist ein 1205 m hoher Berg an der Black-Küste des Palmerlands auf der Antarktischen Halbinsel. Er ragt 10 km nordwestlich des Kopfendes des Palmer Inlet auf. Abgesehen von seiner felsigen Nordostflanke ist der Berg vereist.
Teilnehmer der United States Antarctic Service Expedition (1939–1941) kartierten diesen Küstenabschnitt im Jahr 1940. Den Berg selbst kartierten 1947 Teilnehmer der US-amerikanischen Ronne Antarctic Research Expedition (1947–1948) gemeinsam mit Wissenschaftlern des Falkland Islands Dependencies Survey (FIDS). Letztere benannten ihn nach Norman Bertram Marshall (1915–1996), der von 1945 bis 1946 als Zoologe für den FIDS auf der Station in der Hope Bay tätig war.